# العلاقات الدنماركية العراقية
العلاقات العراقية الدنماركية وهي العلاقات الدولية بين دولتي العراق و الدنمارك، حيث لدى العراق سفارة في كوبنهاغن ولدى الدنمارك سفارة في بغداد. وقنصلية في أربيل.
تاريخ العلاقات بين البلدين لم يكن جيدا، حيث أن الدنمارك شاركت مع الولايات المتحدة و المملكة المتحدة في حرب الكويت في سنة 1991، كما أن البرلمان الدنماركي وافق على قرار إرسال قوات الدنماركية لغزو العراق مع الولايات المتحدة و المملكة المتحدة، وفي سنة 2006 قرر وزير النقل العراقي سلام المالكي قطع البضائع الدنماركية على خلفية الرسوم المسيئة لرسول الإسلام، إلا أن بعد فترة استئنفت العلاقات بين البلدين. رابط العلاقة الرئيسي بين البلدين هو تواجد 30 ألف عراقي مهاجر في الدنمارك.
‌

## وصلات خارجية
- موقع السفارة الدنماركية في العراق
- موقع السفارة العراقية في الدنمارك